# Artedidraconidae
Los Artedidraconidae son una familia de peces marinos incluida en el orden Perciformes, distribuidos exclusivamente por aguas profundas del océano Antártico. Su nombre procede del clérigo Peter Artedi, buen amigo de Linneo, y del griego drako (dragón).
Como características anatómicas de estos peces decir que presentan barbas en la barbilla y que en el opérculo tienen una espina en forma de gancho.

## Sistemática
Ha existido una reciente controversia sobre su clasificación: según ITIS deberían encuadrarse en la subfamilia Artedidraconinae de la familia Harpagiferidae, mientras que estudios más recientes y según FishBase deben ser clasificados en una familia aparte para ellos solos. En cualquiera de los casos, en este taxón existen 25 especies agrupadas en 4 géneros:
- Género Artedidraco (Lönnberg, 1905)
  - Artedidraco glareobarbatus (Eastman y Eakin, 1999)
  - Artedidraco loennbergi (Roule, 1913)
  - Artedidraco mirus (Lönnberg, 1905)
  - Artedidraco orianae (Regan, 1914)
  - Artedidraco shackletoni (Waite, 1911)
  - Artedidraco skottsbergi (Lönnberg, 1905)

- Género Dolloidraco (Roule, 1913)
  - Dolloidraco longedorsalis (Roule, 1913)

- Género Histiodraco (Regan, 1914)
  - Histiodraco velifer (Regan, 1914)

- Género Pogonophryne (Regan, 1914)
  - Pogonophryne albipinna (Eakin, 1981)
  - Pogonophryne barsukovi (Andriashev, 1967)
  - Pogonophryne cerebropogon (Eakin y Eastman, 1998)
  - Pogonophryne dewitti (Eakin, 1988)
  - Pogonophryne eakini (Balushkin, 1999)
  - Pogonophryne fusca (Balushkin y Eakin, 1998)
  - Pogonophryne immaculata  (Eakin, 1981)
  - Pogonophryne lanceobarbata (Eakin, 1987)
  - Pogonophryne macropogon (Eakin, 1981)
  - Pogonophryne marmorata (Norman, 1938)
  - Pogonophryne mentella (Andriashev, 1967)
  - Pogonophryne orangiensis (Eakin y Balushkin, 1998)
  - Pogonophryne permitini (Andriashev, 1967)
  - Pogonophryne platypogon (Eakin, 1988)
  - Pogonophryne scotti (Regan, 1914)
  - Pogonophryne squamibarbata (Eakin y Balushkin, 2000)
  - Pogonophryne ventrimaculata (Eakin, 1987)